# Anschlag im Pariser Bahnhof Port-Royal

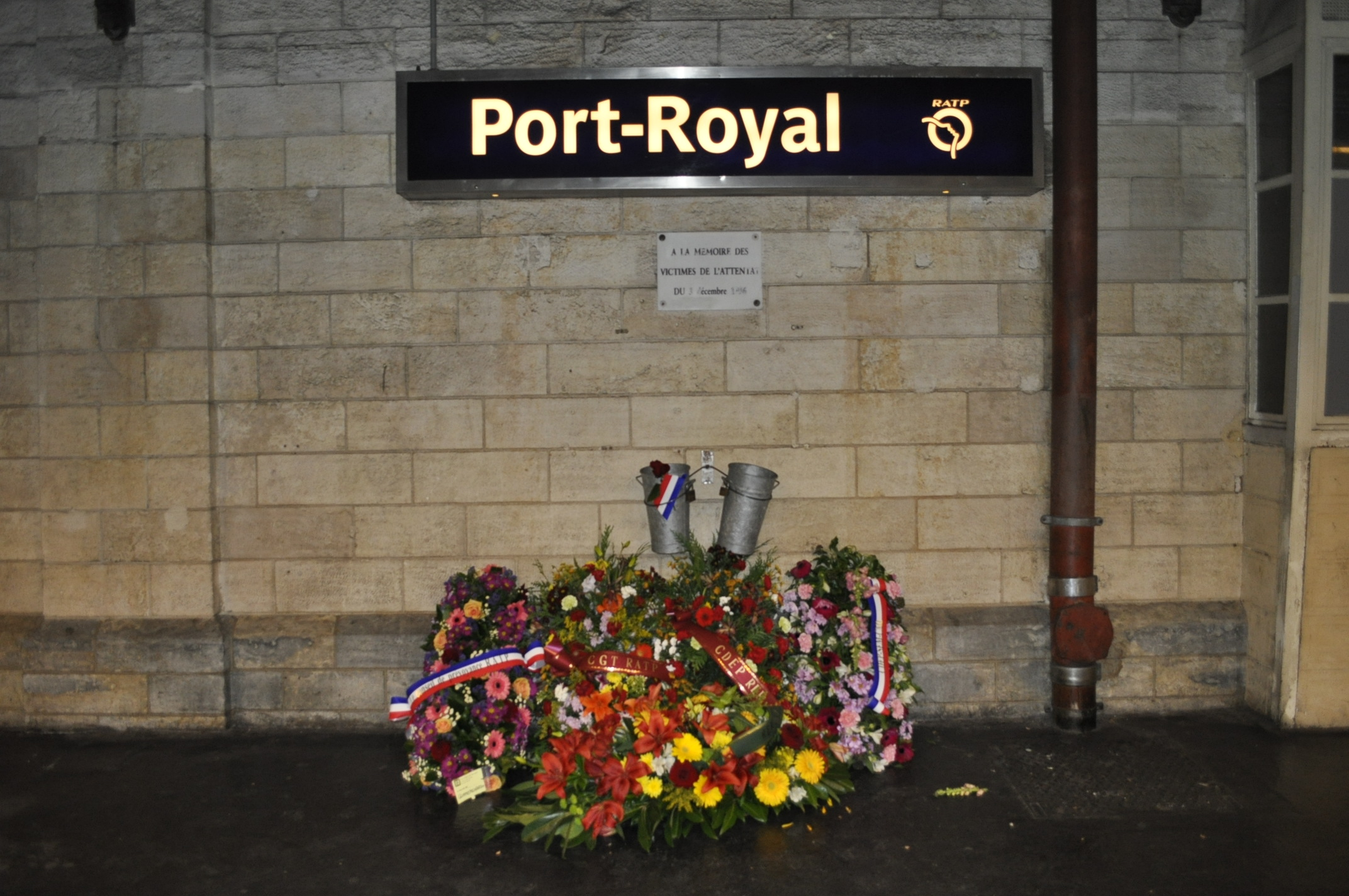
Blumen für die Opfer des Anschlags vor der Gedenktafel zum 18. Jahrestag des Attentats im Dezember 2014

Der Anschlag im Pariser Bahnhof Port-Royal war ein Bombenattentat, bei dem am 3. Dezember 1996 gegen 18:02 Uhr – mitten im Berufsverkehr – in einem Zug der Stadtbahnlinie RER B im Bahnhof Port-Royal im Süden von Paris eine Bombe explodierte. Bei dem Terroranschlag wurden vier Menschen getötet und 170 verletzt. Die Tat wurde vermutlich durch das Terrornetzwerk Groupe Islamique Armé (GIA) verübt.

## Vorgeschichte
Bereits 1995 war es zu mehreren Anschlägen in Paris gekommen, bei denen insgesamt 8 Personen getötet und über 200 weitere verletzt wurden. Die Linie B des Pariser RER war am 25. Juli 1995 Ziel eines tödlichen Anschlages im Bahnhof Saint-Michel - Notre-Dame. Am 17. Oktober 1995 explodierte in einem Zug der RER-Linie C zwischen den Stationen Saint-Michel – Notre-Dame und Musée d’Orsay eine Bombe.

## Ablauf
Vor Abfahrt eines Zuges der RER-Linie B vom Bahnhof Aéroport Charles de Gaulle 2 TGV war dort eine in einer Sporttasche verborgene, 14 kg schwere, mit Nägeln und Sprengstoff gefüllte und mit einem Zeitzünder versehene Gasflasche im Zug deponiert worden. Diese explodierte später in der südlichen Pariser Innenstadt im Bahnhof Port-Royal im 5. Arrondissement. Zwei Personen waren sofort tot, zwei weitere erlagen später ihren Verletzungen. 170 Menschen wurden verletzt.

## Nach dem Anschlag
Die Täter konnten nicht ermittelt werden, und niemand bekannte sich zu der Tat. Es wird vermutet, dass das Attentat ebenfalls von der GIA durchgeführt wurde, die bereits im Jahr zuvor mehrere Anschläge ähnlicher Art in Paris verübt hatte.